# Заздромін
Заздромін (пол. Zazdromin) — село в Польщі, у гміні Конецьк Александровського повіту Куявсько-Поморського воєводства.
Населення — 54 особи (2011).
У 1975-1998 роках село належало до Влоцлавського воєводства.

## Демографія
Демографічна структура станом на 31 березня 2011 року:
|          | Загалом | Допрацездатний вік | Працездатний вік | Постпрацездатний вік |
| -------- | ------- | ------------------ | ---------------- | -------------------- |
| Чоловіки | 26      | 1                  | 21               | 4                    |
| Жінки    | 28      | 5                  | 15               | 8                    |
| Разом    | 54      | 6                  | 36               | 12                   |